# جائزة الأمم الكبرى للدراجات النارية 1949
جائزة الأمم الكبرى للدراجات النارية 1949 هو سباق دراجات نارية أقيم بتاريخ 4 سبتمبر 1949 في حلبة مونزا. كان الجولة السادسة من أصل 6 في سباق الجائزة الكبرى للدراجات النارية موسم 1949. فاز الإيطالي نيلو باجاني بفئة 500 سي سي بينما جاء الإيطالي أرسيسو أرتيسياني في المركز الثاني وحصل على المركز الثالث البريطاني بيل دوران.

## ترتيب فئة 500 سي سي
| مركز        | السائق           | المصنع    | الوقت     | النقاط |
| ----------- | ---------------- | --------- | --------- | ------ |
| 1           | نيلو باجاني      | جيلرا     | 1:16:36.8 | 11     |
| 2           | أرسيسو أرتيسياني | جيلرا     | +0.8      | 8      |
| 3           | بيل دوران        | أي جاي إس | +15.8     | 7      |
| 4           | غويدو ليوني      | موتو جوزي | +18.2     | 6      |
| 5           | برونو برتاشيني   | موتو جوزي | +31.2     | 6      |
| 6           | ريج آرمسترونغ    | أي جاي إس | +1:03.6   |        |
|             |                  |           |           |        |
| [ 2 ] [ 3 ] |                  |           |           |        |